# 埃爾瑟河 (萊內河)
51°13′44″N 7°52′8″E / 51.22889°N 7.86889°E

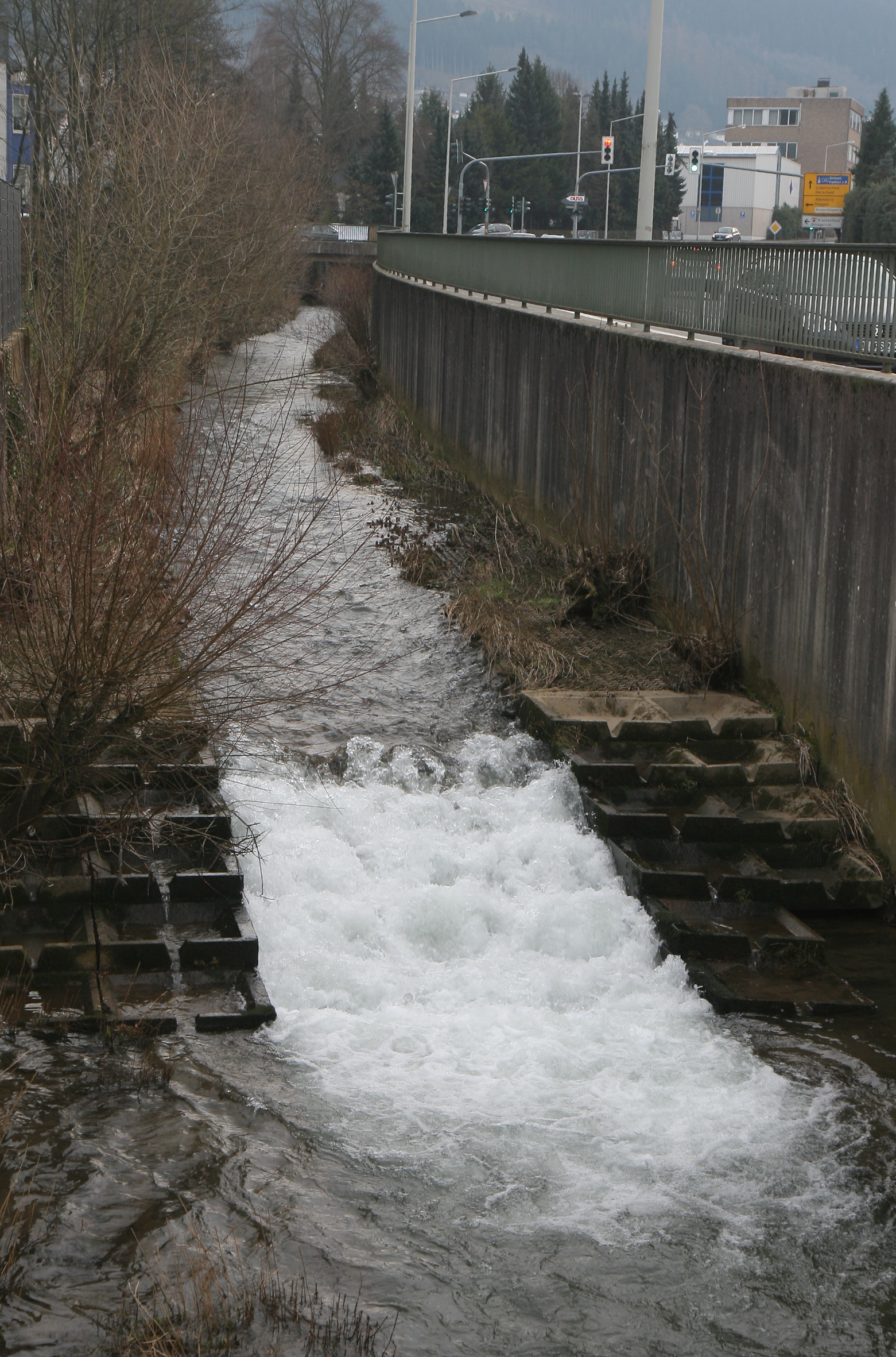

埃爾瑟河（德語：Else），是德國的河流，位於該國西部，處於北萊茵-威斯特法倫州，屬於萊內河的左支流，河道全長12.9公里，流域面積96.2平方公里。